# Fernando Ivo Gonçalves
Fernando Ivo Gonçalves (1923-2012), Engenheiro e Administrador de Empresas, nasceu em Lisboa, em 13.11.1923, e licenciou-se em 1946/47, com elevada classificação, em Engenharia Eletrotécnica, pelo Instituto Superior Técnico de Lisboa. Enquanto aluno do IST, obteve os seguintes prémios: “ Dr. Mira Fernandes”, destinado ao aluno mais  classificado nas cadeiras de Cálculo e Mecânica Racional; “Fonseca Benevides”, destinado ao aluno mais  classificado na cadeira de Física; “Saraiva de Carvalho” destinado ao aluno mais classificado no último ano do curso de engenharia eletrotécnica; “Dr. Brito Camacho” destinado ao aluno mais classificado em qualquer dos cursos professados no IST.

## Percurso Profissional
Depois de ter concluído, em 1946/47, o curso de Engenharia Eletrotécnica, o percurso profissional do Engenheiro Ivo Gonçalves " foi orientado no sentido da especialização nos problemas da energia elétrica, designadamente no âmbito do Planeamento da Produção hidroelétrica  e Termoelétrica, e da Exploração de Redes de alta tensão.  Nessa época foram aprovadas a Lei de Eletrificação Nacional (Lei nº 2002, em 1944) e a Lei de Fomento e Reorganização Industrial (Lei nº 2005, em 1945) que refletiam a convicção que mais ou menos se generalizava de que Portugal tinha de trilhar os caminhos do desenvolvimento da industrialização, que se começava a construir com a publicação da Lei nº 2002" 
Do percurso profissional do Engenheiro Ivo Gonçalves, salienta-se o ter sido Docente do IST, regente de Matemáticas Gerais no ano letivo de 1947-48, e o ter exercido importantes funções no Sector Elétrico Nacional, de1948 a 1983: Na Companhia Nacional de Eletricidade (CNE), onde integrou a Comissão Diretiva do Repartidor Nacional de Carga (RNC) e organizou e dirigiu os serviços do mesmo, a cargo da CNE; Diretor do RNC em 1951;Presidente do Conselho de Gerência da Companhia Portuguesa de Eletricidade (CPE), de 1969 a1976; Presidente do Conselho de Gerência da Eletricidade de Portugal, E.P.(EDP), empresa constituída em 30.06.76, após a revolução do 25 de Abril de 1974, de 1976 a 1983.

## Condecorações
Foram-lhe atribuídas as seguintes Condecorações : Ordem de Mérito Industrial no dia 10 de Junho de 1979;  Ordem de Mérito (grã-cruz) da Republica Federal Alemã em 1980;   "Légion d´Honneur” de França (grau: oficial) em 1981; Ordem Nacional do Rei Leopoldo II da Bélgica (grau: oficial) em 1982.

## Prémio de Mérito Engenheiro Fernando Ivo Gonçalves - IST
Por protocolo entre o IST e a Família do Engenheiro Ivo Gonçalves, foi instituído (2015) o Prémio Engenheiro Fernando Ivo Gonçalves , Prémio de Mérito Académico que tem por finalidade premiar anualmente os estudantes do Mestrado Integrado em Engenharia Eletrotécnica e de Computadores (MEEC) do Departamento de Engenharia Eletrotécnica e de Computadores (DEEC) do IST, que no ano letivo de atribuição do prémio estejam a seguir a área de especialização de energia do MEEC e em Fundamentos de Energia Elétrica e se destaquem na realização de trabalhos sobre temas afins ao percurso profissional  do Engenheiro Ivo Gonçalves.